# Episodi di Due poliziotti a Palm Beach (sesta stagione)
La sesta stagione della serie televisiva Due poliziotti a Palm Beach è stata trasmessa in anteprima negli Stati Uniti d'America da USA Network tra il 15 settembre 1996 e il 1º giugno 1997.
| nº | Titolo originale          | Titolo italiano | Prima TV USA      | Prima TV Italia |
| -- | ------------------------- | --------------- | ----------------- | --------------- |
| 1  | Runway Strip              |                 | 15 settembre 1996 |                 |
| 2  | Compulsion                |                 | 22 settembre 1996 |                 |
| 3  | Divorce, Palm Beach Style |                 | 29 settembre 1996 |                 |
| 4  | When She Was Bad          |                 | 6 ottobre 1996    |                 |
| 5  | Pre-Judgement Day         |                 | 13 ottobre 1996   |                 |
| 6  | Loyalty                   |                 | 3 novembre 1996   |                 |
| 7  | Talk Dirty to Me          |                 | 10 novembre 1996  |                 |
| 8  | Services Rendered         |                 | 17 novembre 1996  |                 |
| 9  | Partners in Crime         |                 | 24 novembre 1996  |                 |
| 10 | Elective Surgery          |                 | 15 dicembre 1996  |                 |
| 11 | Appearances               |                 | 22 dicembre 1996  |                 |
| 12 | Blue Collars              |                 | 5 gennaio 1997    |                 |
| 13 | Peak Experience           |                 | 12 gennaio 1997   |                 |
| 14 | The Babysitter            |                 | 19 gennaio 1997   |                 |
| 15 | Pumped Up                 |                 | 2 febbraio 1997   |                 |
| 16 | callmemurder.com          |                 | 19 febbraio 1997  |                 |
| 17 | Exit the Dragon           |                 | 6 aprile 1997     |                 |
| 18 | Pink Elephants            |                 | 13 aprile 1997    |                 |
| 19 | Three Weeks of the Condor |                 | 20 aprile 1997    |                 |
| 20 | I Love the Nightlife      |                 | 27 aprile 1997    |                 |
| 21 | The Rock                  |                 | 1º giugno 1997    |                 |
| 22 | Pretty in Black           |                 | 1º giugno 1997    |                 |